# Kamienna (Poméranie)
Pour les articles homonymes, voir Kamienna.
Kamienna est une localité polonaise de la gmina mixte de Prabuty située dans le powiat de Kwidzyn en voïvodie de Poméranie. Elle se trouve à environ 18 km à l'est de Kwidzyn et 78 km au sud-est de la capitale régionale Gdańsk.

## Géographie

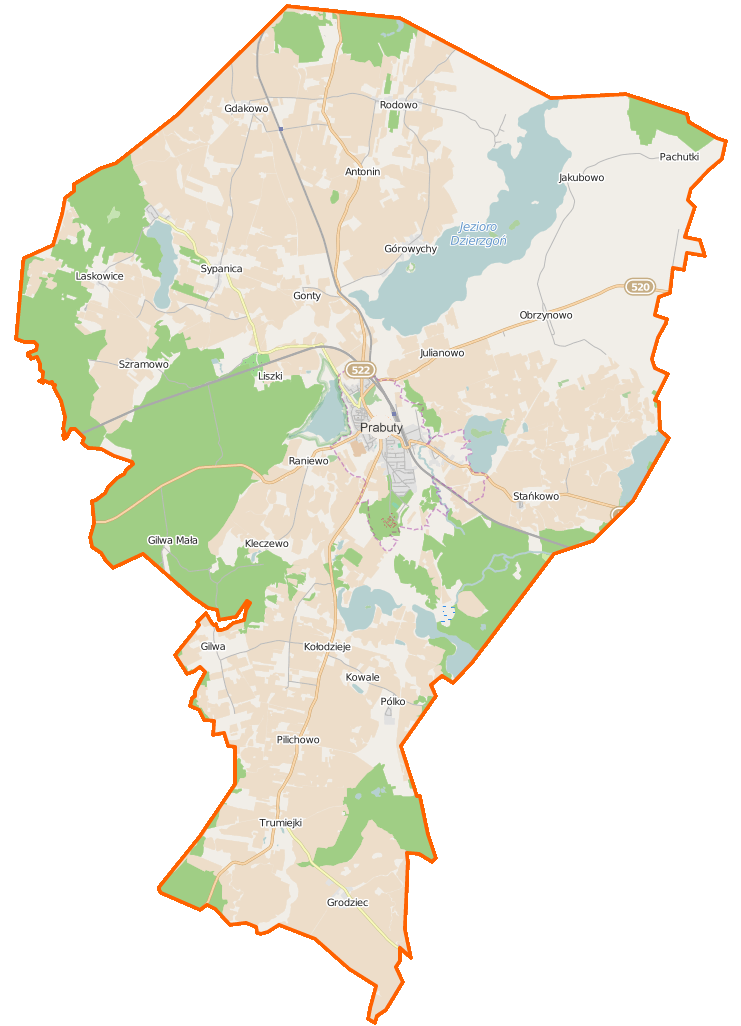
Carte de la gmina de Prabuty.